# Chalandray
Chalandray – miejscowość i gmina we Francji, w regionie Nowa Akwitania, w departamencie Vienne.
Według danych na rok 1990 gminę zamieszkiwało 670 osób, a gęstość zaludnienia wynosiła 27 osób/km² (wśród 1467 gmin regionu Poitou-Charentes Chalandray plasuje się na 450. miejscu pod względem liczby ludności, natomiast pod względem powierzchni na miejscu 263.).